# اورلیکن بالزرز
اورلیکن بالزرز (انگلیسی: Oerlikon Balzers) شرکت مهندسی لیختنشتاینی است، که در سال ۱۹۴۶ تأسیس شد.